# Aéroport de Manston
Le Manston Airport (formellement code IATA : MSE • code OACI : EGMH)  est un aéroport britannique qui n'est plus exploité en 2020. Aussi appelé Manston, Kent International Airport, il est situé à proximité du village de Manston dans le comté de Kent en Angleterre, à 20 km au nord-est de Canterbury. Ancien site de la RAF Manston, il a aussi été connu sous le nom de London Manston Airport. 
La seule piste se trouve à environ 1,6 km de la côte, à une altitude de 54 mètres au-dessus de la mer. D'une longueur de 2 748 mètres, elle a été construite pendant la Seconde Guerre mondiale pour servir en cas d'urgence, ce qui explique sa largeur exceptionnelle. Même si l'aéroport pouvait accueillir des avions long-courrier, il ne pouvait accueillir des avions-cargos et des avions-passagers à leur charge maximale de décollage. 
Depuis 2015, l'aéroport désaffecté sert de stationnement d'urgence lorsque le trafic du Tunnel sous la Manche est temporairement perturbé. Les médias européens ont souligné cet usage en décembre 2020 dans la foulée de l'apparition d'une nouvelle souche de coronavirus au Royaume-Uni,
,
.

## Statistiques
Pour des raisons techniques, il est temporairement impossible d'afficher le graphique qui aurait dû être présenté ici.

Voir la requête brute et les sources sur Wikidata.